# Julius Sabinus
Julius Sabinus (pravděpodobně Gaius Iulius Sabinus; † pravděpodobně 79 v Římě) byl římský vzdorocísař v Galii za vlády císaře Vespasiana v roce 70. Pocházel z urozené lingonské rodiny a vydával se za Caesarova (nemanželského) pravnuka.

## Život
V roce 69, po smrti císaře Nerona, vyvolal Julius Civilis povstání germánských kmenů na levém břehu Rýna proti Římu. Cílem měla být samostatná říše nezávislá na Římském impériu. Postupně se k povstání připojovaly další a další kmeny – také v Galii – včetně kmene Treverů pod vedením Julia Classica a Lingonů pod vedením Julia Sabina.
Bývalí příznivci zavražděného Vitellia odmítli následovat jeho nástupce Vespasiana. Prvního úspěchu dosáhli povstalci v lednu 70, kdy porazili dvě římské legie. Julius Sabinus se prohlásil císařem a za své sídlo vyhlásil Augustu Treverorum (Trevír). Po skončení nepokojů v roce čtyř císařů přivedl Vespasianus ztracená území zpět pod kontrolu říše prostřednictvím jednotek pod vedením generála Quintuse Petillia Cerialia.
Sabinus se předtím ukryl po porážce od Sekvanů, kteří se spojili s Vespasianem. Podle legendární přikrášlené Plútarchovy zprávy, se prý Sabinus devět let skrýval v podzemním sklepení. Byl objeven v roce 79, přivezen do Říma se svou ženou Emponou (dle Tacita Epponina) doufaje v odpuštění, avšak byl popraven.